# Danh sách hải đăng tại Việt Nam
Theo số liệu thống kê của Tổng cục Hàng hải, Việt Nam hiện có 92 ngọn hải đăng trải dài từ Móng Cái cho tới Hà Tiên và trên hầu hết các đảo thuộc lãnh hải Việt Nam.
Dưới đây là danh sách chưa đầy đủ các ngọn hải đăng tại Việt Nam.
Ít nhất là thêm Hải đăng 'Hòn Chút' trên đảo Bình Hưng, Cam Lâm, Khánh Hòa

## Danh sách
| Tên           | Hình ảnh | Vị trí                                  | Năm hoàn thành | Mô tả |
| ------------- | -------- | --------------------------------------- | -------------- | --- |
| Vĩnh Thực     |          | Vĩnh Thực, Quảng Ninh                   | 1986           | |
| Cô Tô         |          | Cô Tô, Quảng Ninh                       | Cuối thế kỷ 19 | Với kết cấu gồm 72 bâc thang xoắn ốc từ chân lên đỉnh tháp và nằm trên đồi cao, đây được xem là một trong những hải đăng có tầm nhìn đẹp nhất Việt Nam |
| Hòn Dấu       |          | Hòn Dấu, Đồ Sơn, Hải Phòng              | 1892           | Ngọn hải đăng được thiết kế bởi các kiến trúc sư người Pháp và xây dựng từ năm 1892 và hoàn thành vào năm 1898. Công trình cao 5 tầng với đỉnh của hải đăng cao 140 mét so với mực nước biển. Hải đăng này nổi tiếng với 125 bậc thang gỗ xoắn ốc có tuổi thọ hơn 100 năm. |
| Long Châu     |          | Hòn Dấu, Đồ Sơn, Hải Phòng              | 1894           | Nằm trên cao điểm phía đông bắc đảo Long Châu, huyện đảo Cát Hải, Hải Phòng, công trình được xây dựng từ năm 1894 với thiết kế như một pháo đài kiên cố mang kiến trúc châu Âu. Tháp đèn có hình trụ màu xám sẫm, có mái vòm độc đáo, với chiều cao 30 m và tầm nhìn xa khoảng 27 hải lý. |
| Ba Lạt        |          | Tiền Hải, Thái Bình                     | 1996           | |
| Cồn Mờ        |          | Kim Sơn, Ninh Bình                      | 2024           | Hải đăng Cồn Mờ là công trình đài quan sát, ngắm cảnh và dịch vụ hỗ trợ hoạt động tàu đi trên biển thuộc hải phận tỉnh Ninh Bình. |
| Cửa Việt      |          | Triệu Phong, Quảng Trị                  |                | |
| Sơn Trà       |          | Sơn Trà, Đà Nẵng                        | 1902           | |
| Cửa Đại       |          | Hội An, Quảng Nam                       |                | |
| Lý Sơn        |          | Lý Sơn, Quảng Ngãi                      | 1898           | Công trình này nằm tại phía đông của đảo Lý Sơn hoạt động chính thức từ năm 1898 và đóng vai trò quan trọng trong giao thông hàng hải Việt Nam. |
| Đại Lãnh      |          | Đông Hòa, Phú Yên                       | 1890           | Đây là ngọn hải đăng xa nhất về phía Đông trên đất liền của Việt Nam được xây dựng từ năm 1890 bởi những kiến trúc sư người Pháp. Công trình nằm ở độ cao 110 mét so với mực nước biển. |
| Gành Đèn      |          | Tuy An, Phú Yên                         |                | Là một ngọn hải đăng nhỏ nằm ở vị trí tuyệt đẹp, công trình nổi bật với sắc đỏ và trắng. Cách đó không xa là danh thắng nổi tiếng Gành Đá Đĩa. |
| Cù Lao Xanh   |          | Cù lao Xanh, Quy Nhơn, Bình Định        | 1890           | Được xây dựng từ năm 1890 trên đảo Cù lao Xanh, ngọn hải đăng này nằm trên đỉnh núi cao nhất của hòn đảo. Công trình nằm cách thành phố Quy Nhơn 24 km về phía đông nam. |
| Hòn Nước      |          | Phù Mỹ, Bình Định                       |                | |
| Hòn Lớn       |          | Hòn Lớn, Hòn Tre, Nha Trang , Khánh Hòa | 1890           | Hòn Lớn nằm trong vịnh Nha Trang thuộc Khánh Hòa được biết đến như là nơi che chắn cho các tàu thuyền tránh bão. Ngọn hải đăng được xây dựng từ khoảng năm 1890 ở độ cao 102 mét so với mực nước biển với hai màu sơn chính là trắng và đen. Nó có vai trò quan trọng trong việc giúp các tàu thuyền hoạt động khu vực vịnh biển Nha Trang và vùng lận cận được an toàn. Tòa nhà của hải đăng có diện tích 750 mét vuông. |
| Song Tử Tây   |          | Song Tử Tây, Trường Sa, Khánh Hòa       | 1993           | Đây là ngọn hải đăng đầu tiên được xây dựng tại quần đảo Trường Sa. Công trình mạng đậm sự kiên cường của dân tộc Việt Nam trong việc bảo vệ chủ quyền lãnh thổ trên biển, đồng thời đóng vai trò quan trọng trong việc đảm bảo an toàn hàng hải qua khu vực. |
| Đá Lát        |          | Trường Sa, Khánh Hòa                    | 1994           | Đây là ngọn hải đăng cực Tây của quần đảo Trường Sa được xây dựng bằng sắt và thép với tháp đèn cao 42 mét. Nó được coi là một trong những ngọn hải đăng có vị trí quan trọng nhất của quần đảo. |
| Đá Tây        |          | Trường Sa, Khánh Hòa                    | 1994           | Công trình có tháp đèn màu xám sẫm cao 20 mét nổi bật giữa mặt biển. |
| An Bang       |          | Trường Sa, Khánh Hòa                    |                | Nằm ở phía đông nam đảo Trường Sa Lớn, An Bang đóng một vai trò quan trọng trong chiến lược của Việt Nam tại quần đảo Trường Sa. Nó đảm bảo an toàn hàng hải cho tuyến hàng hải lớn thứ hai trên thế giới. |
| Trường Sa Lớn |          | Trường Sa, Khánh Hòa                    | 2009           | |
| Sơn Ca        |          | Trường Sa, Khánh Hòa                    | 2009           | Công trình có tháp đèn hình trụ cao 28 mét nổi bật với ba màu vàng, cam và đỏ |
| Sinh Tồn      |          | Trường Sa, Khánh Hòa                    | 2012           | |
| Nam Yết       |          | Trường Sa, Khánh Hòa                    | 2013           | |
| Kê Gà         |          | Hàm Thuận Nam, Bình Thuận               |                | Hải đăng Kê Gà (Bình Thuận) được trung tâm sách kỷ lục Việt Nam xác nhận là ngọn hải đăng cao nhất cả nước (65 m) với gần 200 bậc thang. Công trình được xây từ năm 1897 và mất 1 năm để hoàn thành. Đây cũng là ngọn hải đăng lâu đời nhất Đông Nam Á |
| Vũng Tàu      |          | Vũng Tàu, Bà Rịa – Vũng Tàu             | 1862           | Hải đăng Vũng Tàu là một trong những ngọn hải đăng lâu đời nhất Việt Nam. Được xây dựng trên đỉnh núi Nhỏ, công trình này xây dựng và khánh thành vào năm 1862 với chiều cao khoảng 170 mét so với mực nước biển. |
| Bảy Cạnh      |          | Côn Đảo, Bà Rịa – Vũng Tàu              | 1883           | Hải đăng được xây dựng vào năm 1883 tại độ cao 200 mét so với mực nước biển trên một đảo nhỏ thuộc Côn Đảo, Bà Rịa – Vũng Tàu. |
| Ba Động       |          | Duyên Hải, Trà Vinh                     | 1998           | |
| Hồ Tàu        |          | Duyên Hải, Trà Vinh                     | 1994           | |
| Hòn Khoai     |          | Hòn Khoai, Kiên Giang                   | 1920           | Được xây dựng vào năm 1920, đây là một trong số những hải đăng có mặt trên hải phận Việt Nam sớm nhất. |
| Dinh Cậu      |          | Phú Quốc, Kiên Giang                    |                | |